# Ole Samuelsen
Ole Samuelsen (7. april 1932 i Odense – 31. marts 1996) var en dansk politiker fra Det Radikale Venstre, far til Mette Bock, Morten, Kristian, Anders og Karl Peter Samuelsen.
Ole Samuelsen var student fra Sct. Knuds Gymnasium 1951, blev uddannet cand.mag. i historie og engelsk fra Københavns Universitet 1957, var på studieophold i England 1954, tog sløjdlærereksamen 1955 og blev 1959 adjunkt ved Horsens Statsskole. 1971 avancerede han til lektor og fra 1977-1991 studielektor. Han har bl.a. med Tage Kaarsted skrevet Kilder til Danmarks politiske historie 1920-1939 (Gyldendal 1972).
1962 blev han valgt til Vær-Nebel Kommunes sogneråd og sad fra 1970 i Horsens Byråd. Han blev valgt ind i Folketinget i 1968, men røg allerede ud med jordskredsvalget 1973 og genvandt aldrig sit mandat. Året efter blev han skilt fra sin hustru, husholdningslærer Anna Holm, der stadig lever. Han blev alkoholiseret og døde 20 år senere efter at have overlevet en hjerneblødning, der indtraf i 1987.

## Formandskaber og udvalg
På tinge var han 1969-71 formand for Forskningsudvalget og 1970-71 formand for Uddannelsesudvalget, medlem af den radikale folketingsgruppes bestyrelse 1968-73 (næstformand 1970-71) og folketingsgruppens sekretær 1968-73. Samuelsen var tillige medlem af Rask-Ørsted Fondets bestyrelse 1969-71, formand for partiets kirkepolitiske udvalg fra 1968 og medlem af Hovedstadsreformudvalget 1970-71.